# Sachsenhausen (Oranienburg)
Sachsenhausen – część miasta (Ortsteil) Oranienburg w Niemczech w kraju związkowym Brandenburgia, w powiecie Oberhavel, do 1974 r. odrębne miasto.

## Położenie geograficzne
Sachsenhausen leży w północnej części Oranienburga na zalesionym terenie, nad rzeką Hawelą.

## Podział administracyjny
Sachsenhausen dzieli się na mniejsze jednostki:
- na południu jest osiedle Chaussee,
- w pobliżu dworca kolejowego, niedaleko muzeum byłego obozu koncentracyjnego znajduje się osiedle imienia Ernsta Thälmanna (niem. Ernst-Thälmann-Siedlung)
- osiedle Friedenthal powstało w roku 1804 na miejscu folwarku należącego do pruskiego ministra von Schröttera, który z kolei został założony na miejscu plantacji morwy zwanej Hannetal, położonej między Hawelą a ujściem kanału prowadzącego do jeziora Ruppinersee.
- osiedle Teerofen

oraz właściwe centrum w pobliżu kościoła.

## Historia
Tereny dzisiejszego Sachsenhausen wspomniane są po raz pierwszy w roku 1300 przy okazji budowy strzegącego przeprawy przez Hawelę askańskiego zamku Neumühl. W tym miejscu powstają pierwsze kuźnice na terenie Marchii Środkowej. W pobliżu zbudowano również młyn (do mielenia zboża i zasilania kuźni), z którego korzystać musieli wszyscy chłopi mieszkający na wysoczyźnie zwanej Ländchen Glien i nad brzegiem Haweli. W roku 1349 zwano zamek i przyległe włości „Nowym Dworem” (niem. Neues Haus). Młyn został odbudowany po zniszczeniu go w roku 1402 przez Rupinów i Pomorzan sprzymierzonych z rodem Quitzow. W roku 1448 rozpoczęto pracę nad budową śluzy. Młyny zbudowane przy śluzie zwano po roku 1652 „młynami oranienburskimi” (niem. Oranienburger Mühlen). W okolicy śluzy powstała kolonia Berg, w której od 1690 mieszkało dwóch cieśli zajmujących się konserwacją ogrodzenia zwierzyńca elektorki Rzeszy Luizy Henrietty.
Na północ od tej kolonii i na wschód od drogi do Löwenberga założono gminę Sachsenhausen, jako pierwszą w Kurmarchii osadę saskich przędzarzy, a od 1830 roku mieszkali tam również szkutnicy.
W okresie III Rzeszy miejscowy dworzec służył do przeładunku więźniów przeznaczonych do obozu koncentracyjnego Sachsenhausen. Z dworcem sąsiadowało osiedle SS Andre, dzisiaj nazwane imieniem Ernsta Thälmanna.
We wrześniu 1945 przeprowadzono reformę rolną. W latach 1945–1974 w mieście urzędowało dziesięciu burmistrzów, a w roku 1974 miasto stało się włączone w granice Oranienburga.

## Oświata
- szkoła podstawowa w Sachsenhausen
- szkoła średnia (Jean-Clermont-Oberschule Sachsenhausen)

## Osoby związane z Sachsenhausen
- Marie Diers (1867–1949) – pisarka, mieszkała i zmarła w Sachsenhausen